# 色摩拓也
色摩 拓也（しかま たくや、1973年 - ）は、日本の教員で、バスケットボール指導者。
尽誠学園高等学校バスケットボール部監督。

## 来歴
大阪府に生まれる。中学1年生よりバスケットボールをはじめ、洛南高等学校から大阪経済大学経営学部に進学する。大学卒業後もバスケを続けたい思いから、仕事と両立できるのは教員だと考えて、2年間母校の大学バスケのコーチをしながら教員免許を取得した。
尽誠学園から「当校にはバスケ部がないので来ないか」と誘いがあり、1998年より赴任する。最初の2年間は同好会として基礎を作り、2000年に正式に部に昇格した。創部時より監督を務める。「なぜバスケットをしているのか、どうして大好き なバスケットを思い切りできるのか、自分たちの目標はどこなのか」を繰り返し指摘し、「自分を律する自覚とバスケができる自分の環境に感謝をしよう」と教え子に指導している。
創部9年目の2007年に全国高等学校バスケットボール選抜優勝大会香川県大会に初優勝し、以後2016年まで10年連続で優勝した。

## 主な教え子
- 山下和樹
- 橋本尚明
- 笠井康平
- 渡邊雄太

## 成績

### IH最高成績
- ベスト16 - 2011年、2014年、2015年

### WC最高成績
- 準優勝 - 2011年、2012年
- ベスト8 - 2014年、2020年